# Eulithis johansoni
Eulithis johansoni är en fjärilsart som beskrevs av Lampa 1888. Eulithis johansoni ingår i släktet Eulithis och familjen mätare. Inga underarter finns listade i Catalogue of Life.